# Tatjana Pavičević
Tatjana Pavičević (* 26. Januar 1977) ist eine ehemalige deutsche Basketballspielerin.

## Laufbahn
Pavičević spielte Basketball zunächst in Jugoslawien, dann in Hamburg beim BC Johanneum Hamburg und dem Eidelstedter SV, ab 1995 gehörte sie dem Bundesliga-Aufgebot des MTV Wolfenbüttel an. Im Vorfeld des Spieljahres 1996/97 wechselte sie innerhalb der ersten Liga zum VfL Marburg, mit dem sie in der Saison 1997/98 Bundesliga-Dritte wurde. Mit Wolfenbüttel und Marburg nahm sie jeweils auch am Europapokalwettbewerb Ronchetti-Cup teil. Ab 1998 gehörte die 1,87 Meter messende Innenspielerin ebenfalls in der Bundesliga dem Osnabrücker SC an. 1999 folgte die Rückkehr nach Marburg, im Vorfeld der Saison 2000/2001 wechselte Pavičević zum Bundesliga-Aufsteiger SC Rist Wedel, für den sie ein Jahr lang spielte. Im März 2001 stand Pavičević mit Wedel im deutschen Pokalendspiel, verlor dieses jedoch gegen Wuppertal.